# Péré (Charente Marittima)
Péré è un comune francese di 366 abitanti situato nel dipartimento della Charente Marittima nella regione della Nuova Aquitania.

## Società

### Evoluzione demografica
Abitanti censiti